# Aeletes poeyi
Aeletes poeyi är en skalbaggsart som först beskrevs av Sylvain Auguste de Marseul 1862.  Aeletes poeyi ingår i släktet Aeletes och familjen stumpbaggar. Inga underarter finns listade i Catalogue of Life.